# N6 (Guinea)
Die N6 ist eine Fernstraße in Guinea, die in Kissidougou an der Ausfahrt der N1 beginnt und in Kouremale an der Grenze nach Mali endet. Dort geht sie in die RN6 über. Sie ist 397 Kilometer lang.

## Kreuzungen
| Nummer | Ort         | Fernstraße |
| ------ | ----------- | ---------- |
| 1      | Daniro      | N33        |
| 2      | Kankan      | N1         |
| 3      | Niandankoro | N32        |
| 4      | Furaniko    | N30        |